# 吉特尔
吉特尔（法語：Guîtres，法語發音：[ɡitʁ]）是法国吉伦特省的一个市镇，属于利布尔讷区。

## 地理
吉特尔（45°2'28"N, 0°11'12"W）面积5.02 平方千米，位于法国新阿基坦大区吉倫特省，该省份为法国西南部沿海省份，是法國本土面积最大的省，北起滨海夏朗德省，西临大西洋，南至朗德省，东南接洛特-加龍省，东临多爾多涅省。
与吉特尔接壤的市镇（或旧市镇、城区）包括：巴亚斯、库特拉、拉戈尔斯、萨布隆、圣马丹德莱。

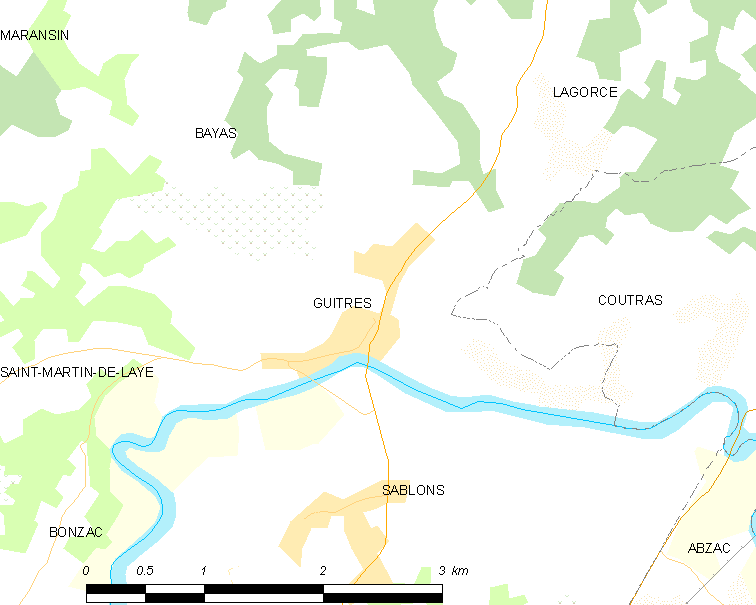
吉特尔的OSM定位图

吉特尔的时区为UTC+01:00、UTC+02:00（夏令时）。

## 行政
吉特尔的邮政编码为33230，INSEE市镇编码为33198。

## 政治
吉特尔所属的省级选区为北利布尔奈县。

## 人口

1962-2008年间吉特尔人口变化图示

吉特尔于2022年1月1日时的人口数量为1637人。